# ノース・リンカンシャー
ノース・リンカンシャー（英語: North Lincolnshire）は、イングランド東部のリンカンシャーにある単一自治体。2011年国勢調査によると、人口は167,446人。主なタウンは、スカンソープ、ブリッグ、バートン=アポン=ハンバーの3つ。
1996年にハンバーサイド・カウンティ・カウンシルが4つの自治体に解体されて生まれた。このカウンシルからはノース・リンカンシャーの他にノース・イースト・リンカンシャー、イースト・ライディング・オブ・ヨークシャー、キングストン・アポン・ハルが生まれた。
2015年、ノース・リンカンシャー・カウンシルはグレーター・リンカンシャーを構成するその他8自治体と共に権限移譲について協議を始めた。これが成功すれば、これらの自治体は教育、交通、福祉、治安維持、社会保障などでより大きな力を発揮することができる。

## 地理
ノース・リンカンシャーはハンバー川の南岸に位置し、その面積は846km²である。土地の多くは農業に適しており、トレント川も流れている。ノース・イースト・リンカンシャー、リンカンシャー、サウス・ヨークシャー、ノッティンガムシャー、イースト・ライディング・オブ・ヨークシャーと接している。このカウンシルの行政機能はスカンソープに置かれている。

## 歴史
ハンバーサイドが創設される1974年以前、この地域はリンカンシャーの一部であった。そして1996年にハンバーサイドの解体によってノース・リンカンシャーとなった。この地域はバラと呼ばれる3つの行政区画（グランフォード、スカンソープ、サザン・ブースフェリー）の合併によってできている。

## 所属するタウン、ヴィレッジ
- オールソープ
- スカンソープ

## 政治
2007年選挙では、労働党が22議席、保守党が18議席、自由民主党が1議席、無所属が2議席という結果になった。一方、2011年選挙では保守党23議席、労働党20議席となり与党が入れ替わった。
国会には3名の議員を選出する。2010年選挙では、労働党候補がスカンソープ選挙区で当選した一方、ブリッグ・アンド・グール選挙区とクリーソープ選挙区では保守党候補が当選した。